# Oligoryzomys victus
Oligoryzomys victus är en utdöd däggdjursart som först beskrevs av Thomas 1898.  Oligoryzomys victus ingår i släktet Oligoryzomys och familjen hamsterartade gnagare. IUCN kategoriserar arten globalt som utdöd. Inga underarter finns listade i Catalogue of Life.
Arten levde på Saint Vincent som ingår i Små Antillerna. Arkeologer hittade ben av arten i utgrävda kök.